# 姜峯楠
姜峯楠（英語：Ted Chiang，1967年—），英文名的译名为特德·姜，是华裔美國科幻小說作家。
他的短篇小說曾獲得四項星雲獎、四項雨果獎、約翰·W·坎貝爾最佳新作家獎、四項軌跡獎和其他獎項。他的短篇小說《你一生的故事》在2016年被改編成電影《異星入境》。2020年，擔任聖母大學駐校藝術家。

## 早期經歷
姜峯楠出生於紐約杰斐遜港，他的父母出生於中國大陸，於第二次國共內戰期間遷至臺灣，後移居美國。他畢業於布朗大學並得到计算机科学學位。他在高中起開始向雜誌投稿小說作品，在1989年參與著名的號角作家工作坊後，成功向《奧祕》雜誌售出第一個故事《巴比倫之塔》。

## 職業生涯
姜峯楠目前的職業是技術寫作人員，居住在華盛頓州西雅圖市附近的貝爾維尤。姜峯楠雖然不是一位多產的作家，至2015年為止曾出版15短篇小說和中篇小說，但著名評論家約翰·克洛特曾評論姜峯楠的作品“有一種緊張但是清醒的風格，對讀者有一種強大的磁力。”

## 獎項
雖然姜峯楠至2015年只出版了15短篇小說和中篇小說，但他獲得了一系列著名獎項：
- 《巴比倫之塔（英语：Tower of Babylon (story)）》在1990年獲得星云奖最佳短篇
- 在1992年獲得約翰·W·坎貝爾最佳新作家獎
- 《你一生的故事》在1998年獲得席奧多爾·史鐸金獎（英语：Theodore Sturgeon Award）以及星云奖最佳中篇
- 《72个字母》在2000年獲得Sidewise Award（英语：Sidewise Award for Alternate History）
- 《地狱是上帝不在的地方（英语：Hell Is the Absence of God）》在2002年獲得星云奖、軌跡獎，以及雨果奖
- 《商人和炼金术士之门（英语：The Merchant and the Alchemist's Gate）》在2007年獲得星云奖以及雨果奖
- 《呼吸（英语：Exhalation (short story)）》在2009年獲得軌跡獎以及雨果奖最佳短篇小說
- 《软件体的生命周期（英语：The Lifecycle of Software Objects）》在2010年獲得軌跡獎以及雨果奖
- 2020年獲選進入科幻名人堂 (作家)[8]

2003年，姜峯楠主動拒絕了雨果奖對其短篇小說《Liking What You See: A Documentary》的提名。他表示該小說是在出版社壓力下完成的作品以及並沒有達到他預期的高度。
2013年，他的翻譯作品Die Hölle ist die Abwesenheit Gottes獲得了德國Kurd-Laßwitz-Preis最佳外語科幻作品。
姜峯楠的早期八部短篇小說被收錄在作品集《妳一生的預言》.他的《商人和炼金术士之门》於2007年在The Magazine of Fantasy & Science Fiction上獲得發表。
姜峯楠的最新短篇故事"The Great Silence"在2016年被收錄在《The Best American Short Stories》。科幻、奇幻以及懸疑小說作品被收錄於此作品集中，是對於它們的高度肯定。

## 作品
- 《巴比倫之塔（英语：Tower of Babylon (story)）》"Tower of Babylon"，1990年（星云奖最佳短篇）
- 《除以零（英语：Division by Zero (story)）》"Division by Zero"，1991年
- 《领悟（英语：Understand (story)）》"Understand"，1991年
- 《你一生的故事》"Story of Your Life"，1998年（星云奖最佳中篇）
- 《72个字母》"Seventy-Two Letters"，2000年
- 《地狱是上帝不在的地方（英语：Hell Is the Absence of God）》"Hell Is the Absence of God"，2001年（雨果奖，星云奖）
- 《商人和炼金术士之门（英语：The Merchant and the Alchemist's Gate）》"The Merchant and the Alchemist's Gate"，2007年（雨果奖，星云奖）
- 《呼吸（英语：Exhalation (short story)）》，2008年（雨果奖）
- 《软体的生命周期（英语：The Lifecycle of Software Objects）》，2010年（雨果奖）
- 《达西的新型自动机器保姆》，2011年
- 《双面真相》，2013年
- 《大寂静》，2015年
- 《宇宙的中心》"Omphalos"，2019年
- 《焦慮是因為自由令人眼花繚亂》"Anxiety Is the Dizziness of Freedom"，2019年
- "It's 2059, and the Rich Kids are Still Winning", 2019

### 小說集
- 《妳一生的預言》，2002年
- 《呼吸：姜峯楠第二本小說集》，2019年

### 電影
- 《你一生的故事》被改編成電影-《異星入境》，2016年上映。導演是丹尼斯·维勒弗，主演是愛美·雅當絲和謝洛美·維納。

## 外部資料
- Stories of Ted Chiang’s Life and Others （页面存档备份，存于） Ted Chiang Interview
- Ted Chiang on the Future （页面存档备份，存于） Video of a speech by Ted Chiang
- Interview conducted by Al Robertson
- Interview （页面存档备份，存于） conducted by Lou Anders
- Interview （页面存档备份，存于） conducted by Gavin J. Grant
- 網路推理小說資料庫上的姜峯楠
- Ted Chiang's online fiction at Free Speculative Fiction Online
- 姜峯楠在互联网电影资料库（IMDb）上的資料（英文）
- Ted Chiang在国会图书馆管理局的纪录，有3条目录纪录